# 戰爭藝術 (遊戲)
《戰爭藝術》（英語：Theatre Of War）是一款以第二次世界大戰为背景的即时战略游戏，遊戲的主要戰爭為1939年至1945年之間的歐洲戰場。 玩家可以在遊戲中40多個戰場操控任何一個國家的軍隊，包括：法國、德國、波蘭、蘇聯、英國或美國（兩國被綜合為一）。